# مجرای بینی-اشکی
مجرای بینی-اشکی (به انگلیسی: Nasolacrimal duct) (که مجرای اشک نیز نامیده می‌شود) اشک را از کیسه اشکی چشم به داخل حفره بینی می‌برد. این مجرا از حفره چشم بین استخوان‌های فک بالا و اشکی آغاز می‌شود و از آنجا به سوی پایین و عقب عبور می‌کند. دهانه مجرای بینی-اشکی به درون سوراخ بینی تحتانی در حفره بینی تا حدی توسط یک چین مخاطی (دریچه Hasner یا plica lacrimalis) پوشیده شده‌است.
کانالی که مجرای اشکی را دربر می‌گیرد، کانال بینی-اشکی نامیده می‌شود.
در انسان، مجرای اشک در نرها بزرگتر از مجاری اشکی در زنان است.